# Diaspora
Diaspora (o també Diaspora* ) és un projecte de programari lliure encara no publicat basat en un programa de servidor web personal que proveeix un servei de xarxa social de forma distribuïda, esdevenint una alternativa a altres opcions centralitzades com ara Facebook.
L'objectiu del programa és d'oferir serveis habituals a les xarxes socials com ara murs, servei de missatgeria, jocs, etc. Però des dels servidors web als ordinadors de cada usuari (les dites "llavors") permetent un "control complet de la informació que comparteixen".

## Característiques
Les característiques planificades que s'han anunciat inclouen:
- Compartició segura d'elements multimèdia: fotografies, vídeos, etc.
- Integració amb serveis de tercers (fora de l'usuari i de Diaspora mateix).
- Integració d'un servei Voice Over IP.
- Protocol de missatgeria instantània propi.
- Còpia de seguretat distribuïda i encriptada.
- Integració amb l'OpenID.

## Orígens i projecte
El grup de desenvolupadors van ser inspirats pel discurs pronunciat per Eben Moglen a la Universitat de Colúmbia el 5 de febrer de 2010. Aquest discurs titulat "Llibertat al núvol" i dirigit a la Internet Society l'expert va posar en dubte la privadesa de les dades emmagatzemades en les xarxes socials centralitzades."
El projecte va ser anunciat el 24 d'abril de 2010 al Kickstarter i va assolir la petició de fons inicial de 10.000 dòlars en tan sols 12 dies. En les setmanes següents es va arribar fins a 200.641,84 $ de 6.479 donadors, esdevingué el projecte de Kickstarter amb més reeixida fins aleshores. Una de les persones que va fer una aportació fou Mark Zuckerberg, fundador del Facebook."
El projecte es troba en desenvolupament actualment per Dan Grippi, Max Salzberg, Raphael Sofaer, i Ilya Zhitomirskiy, i es planificava que la primera versió sigui alliberada el 15 de setembre de 2010.